# Martin Wirsing (Informatiker)
Martin Hermann Friedrich Wirsing (* 24. Dezember 1948 in Bayreuth) ist ein deutscher Informatiker und Professor an der Ludwig-Maximilians-Universität München.

## Leben
Wirsing studierte Mathematik an den Universitäten Paris 7 und LMU München und schloss das Studium 1971 mit der Maitrîse-ès-Sciences Mathématiques und 1974 mit dem Diplom in Mathematik ab. 1976 wurde er an der LMU von Kurt Schütte mit einer Arbeit über Das Entscheidungsproblem der Prädikatenlogik 1. Stufe mit Funktionszeichen in Herbrandformeln promoviert. Von 1975 bis 1983 war er wissenschaftlicher Mitarbeiter bei Friedrich L. Bauer an der Technischen Universität München, wo er 1984 auch habilitierte. Nach einer Lehrstuhlvertretung von 1983 bis 1985 an der Universität Passau war er dort ordentlicher Professor für Informatik und Inhaber des Lehrstuhls für Informatik mit Schwerpunkt Programmiersprachen, Datenstrukturen und Spezifikationsmethoden. 1992 kehrte er an die LMU München zurück und leitete dort bis 2015 den Lehrstuhl für Programmierung und Softwaretechnik. Von 2010 bis 2019 war er an der LMU München Vizepräsident für den Bereich Studium. Im Juli 2016 erhielt er die Ehrendoktorwürde des Royal Holloway College der Universität London.
Wirsings Forschungsbereiche sind Software Engineering und dessen mathematische Grundlagen. Er ist Autor und Herausgeber von ca. 20 Büchern und hat ca. 200 wissenschaftliche Arbeiten veröffentlicht. Martin Wirsing war u. a. Koordinator der EU-Projekte SENSORIA zum Software Engineering service-orientierter Systeme und ASCENS zur systematischen Entwicklung von autonomen Systemen. Er war mehrere Jahre Vorsitzender des wissenschaftlichen Beirats der INRIA Frankreich; zurzeit ist er Mitglied des Kuratoriums des Max-Planck-Instituts für Psychiatrie München und der wissenschaftlichen Beiräte von Institut Mines-Télécom, IMDEA Software (Madrid) und der Exzellenzinitiative der Universität Bordeaux.
2022 erhielt Wirsing das Bundesverdienstkreuz verliehen.

## Veröffentlichungen (Auswahl)
- M. Wirsing: Kleine unentscheidbare Klassen der Prädikatenlogik mit Identität und Funktionszeichen. Archiv für mathematische Logik und Grundlagenforschung 19: 1–2, 1978, S. 97–109.
- Manfred Broy, Martin Wirsing: Partial Abstract Types. In: Acta Informatica 18, 1982, S. 47–64, ISSN 0001-5903
- M. Wirsing: Structured algebraic specifications: A kernel language. Theoretical Computer Science 43, 1986, S. 123–250.
- M. Wirsing: Algebraic Specification. In: J. van Leeuwen (ed.): Handbook of Theoretical Computer Science, Amsterdam, North-Holland, 1990, S. 675–788, ISBN 978-0-444-88074-1
- F. L. Bauer, M. Wirsing: Elementare Aussagenlogik. Book. Springer-Verlag, Berlin-Heidelberg, März 1991, 228 Seiten, ISBN 978-3-540-52974-3
- Pietro Cenciarelli, Alexander Knapp, Bernhard Reus, and Martin Wirsing. An Event-Based Structural Operational Semantics of Multi-Threaded Java. In: Jim Alves-Foss (ed.): Formal Syntax and Semantics of Java, Lect. Notes Comp. Sci. 1523, Berlin: Springer, 1999, S. 157–200, ISBN 978-3-540-48737-1
- Iman Poernomo, John Crossley, Martin Wirsing: Adapting Proofs-as-Programs: The Curry-Howard Protocol. Springer Monographs in Computer Science, 2005, 420 Seiten, ISBN 978-0-387-23759-6
- Martin Wirsing, Jean-Pierre Banatre, Matthias Hölzl, Axel Rauschmayer (Eds.): Software-Intensive Systems and New Computing Paradigms. Lecture Notes in Computer Science 5380, Springer-Verlag, 2008, 265 Seiten, ISBN 978-3-540-89436-0
- Martin Wirsing, Matthias Hölzl (Eds.): Rigorous Software Engineering for Service-Oriented Systems – Results of the SENSORIA Project on Software Engineering for Service-Oriented Computing. Lecture Notes in Computer Science 6582, Springer 2011, 737 Seiten, ISBN 978-3-642-20400-5
- Jonas Eckhardt, Tobias Mühlbauer, Musab AlTurki, José Meseguer, Martin Wirsing: Stable Availability under Denial of Service Attacks through Formal Patterns. In: Juan de Lara, Andrea Zisman (Eds.): Fundamental Approaches to Software Engineering – 15th International Conference, FASE 2012. Lecture Notes in Computer Science 7212, Springer 2012, S. 78–93, ISBN 978-3-642-28871-5
- Martin Wirsing, Matthias Hölzl, Nora Koch and Philip Mayer (eds.). Software Engineering for Collective Autonomic Systems: Results of the ASCENS Project, Vol. 8998 LNCS, Springer, 2015, 533 Seiten, ISBN 978-3-319-16309-3
- Lenz Belzner, Rolf Hennicker, Martin Wirsing: OnPlan: A Framework for Simulation-Based Online Planning. Christiano Braga, Peter Csaba Ölveczky: Formal Aspects of Component Software – 12th International Conference, FACS 2015, Niterói, Brazil, October 14–16, 2015, Revised Selected Papers. Lecture Notes in Computer Science 9539, Springer 2016, S. 1–30, ISBN 978-3-319-28933-5